# Horaga
Horaga is een geslacht van vlinders van de familie Lycaenidae, uit de onderfamilie Theclinae.

## Soorten
- H. albimacula (Wood-Mason & De Nicéville, 1881)
- H. amethystus Druce, 1902
- H. araotina Evans, 1933
- H. celebica Ribbe, 1926
- H. cingalensis Moore, 1883
- H. ciniata (Hewitson, 1863)
- H. lefebvrei (Felder, 1862)
- H. moenala Hewitson
- H. onyx (Moore, 1857)
- H. privigna Fruhstorfer, 1966
- H. rarasana Sonan, 1936
- H. selina Smith, 1895
- H. selna Eliot
- H. syrinx (Felder, 1860)